# Cortezura
Cortezura es un género de isópodos de la familia Anthuridae.

## Especies
- Cortezura caeca Jarquín-Martínez & García-Madrigal, 2021
- Cortezura confixa (Kensley, 1978)
- Cortezura penascoensis Schultz, 1977